# Ateleia pterocarpa
Ateleia pterocarpa är en ärtväxtart som beskrevs av David Nathaniel Friedrich Dietrich. Ateleia pterocarpa ingår i släktet Ateleia och familjen ärtväxter. Inga underarter finns listade i Catalogue of Life.